# Ralská pahorkatina
Ralská pahorkatina (333.11) – kraina geograficzna o charakterze pogórza w północnych Czechach w północnej części Płyty Czeskiej (Płyty Północnoczeskiej). 
Na północy rozciągają się pasma górskie Rudaw i Sudetów, natomiast na południu łączy się ona z innymi jednostkami Płyty Czeskiej.
Od północy graniczy z Górami Łużyckimi (czes. Lužické hory), od północnego wschodu z Ještědsko-kozákovský hřbet (czes. Ještědsko-kozákovský hřbet), od wschodu z Jičínską pahorkatiną, od południowego wschodu z Płytą Izerską (czes. Jizerská tabule), od południowego zachodu z Płytą Dolnooharską (czes. Dolnooharská tabule) i od zachodu z Czeskim Średniogórzem (czes. České středohoří).
Kraina zbudowana jest z głównie z górnokredowych piaskowców, miejscami poprzebijanych kominami trzeciorzędowych bazaltów, fonolitów i trachitów.
Najwyższym wzniesieniem jest Ralsko (696 m n.p.m.).

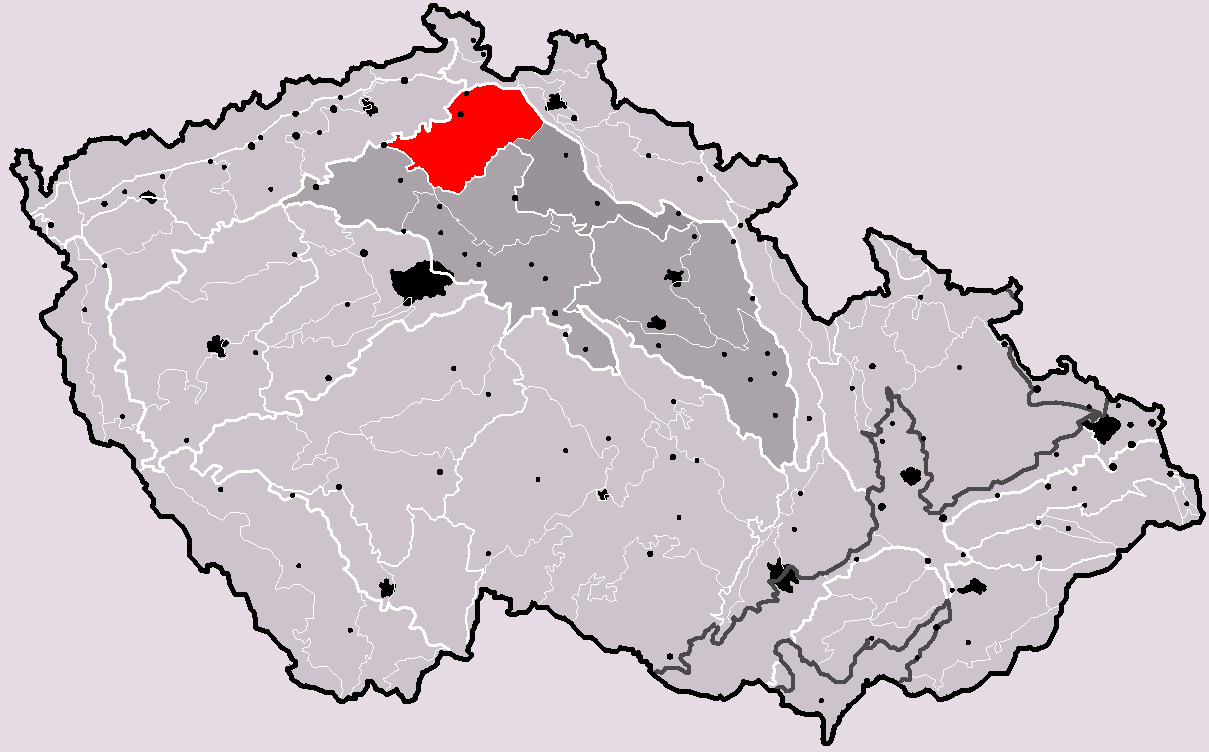
Położenie Ralskiej pahorkatiny

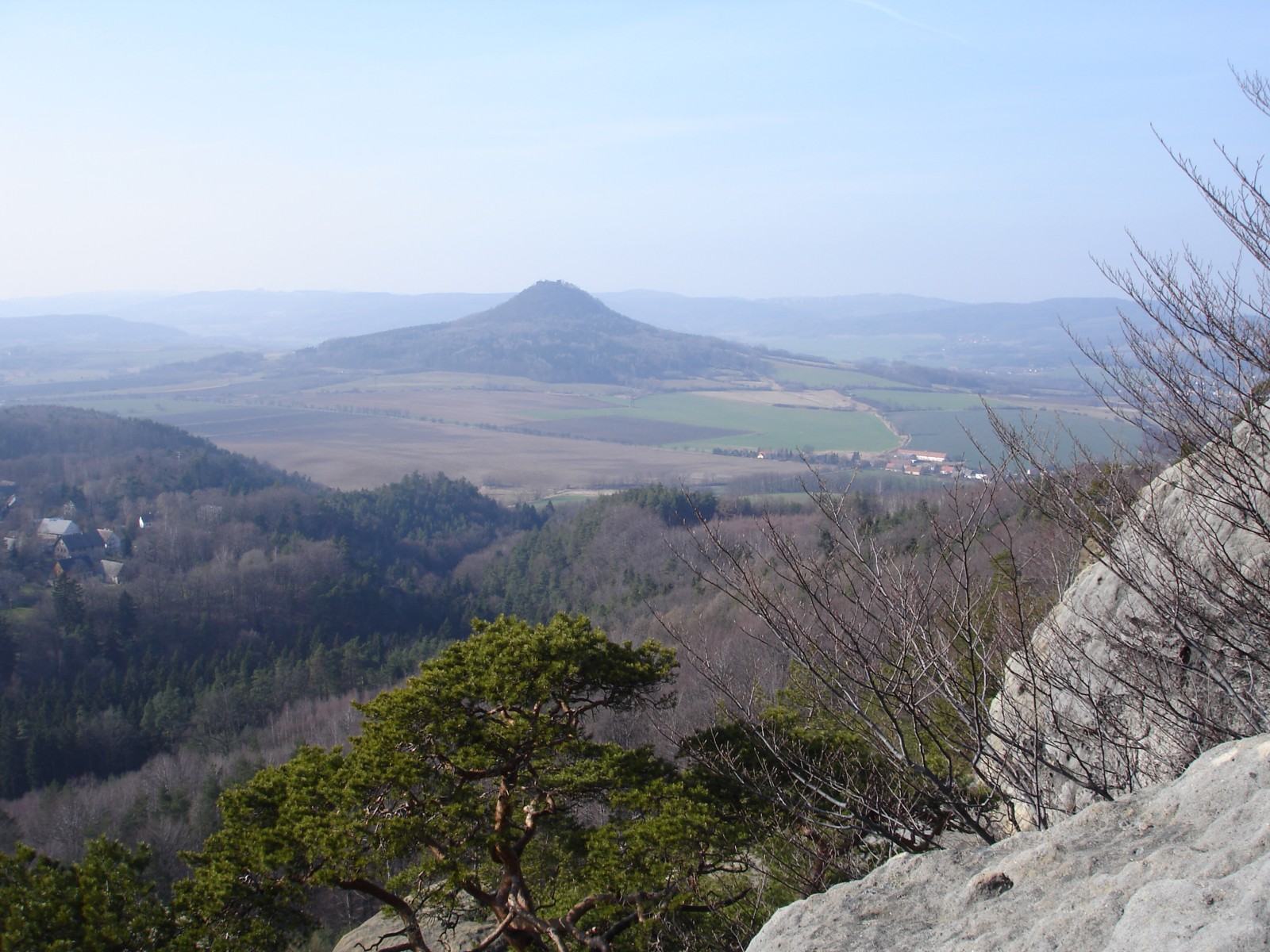
Widok na Ronov z wierzchołka Vlhošť

Wyżyna Ralska dzieli się na:
- Dokeská pahorkatina
- Zákupská pahorkatina